# Помоанские языки

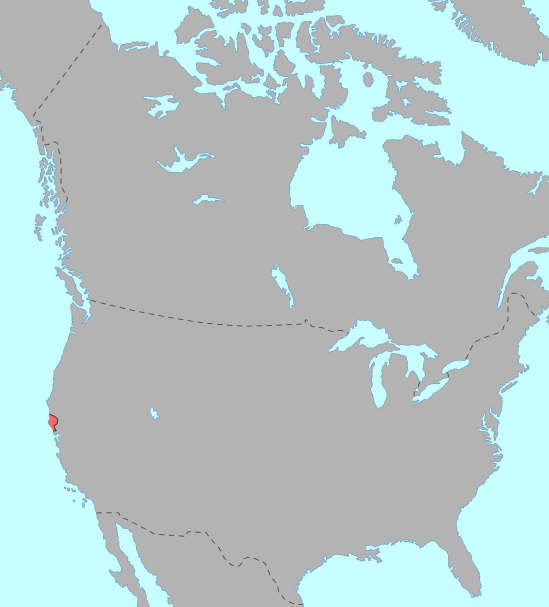
Распространение помоанских языков к приходу европейцев

Помоа́нские языки (помо, куланапские) — семья индейских языков Северной Америки. Распространены на северо-западе центральной Калифорнии среди индейцев помо. По переписи 2000 года насчитывалось 255 носителей всех помоанских языков. Из них 45 человек находятся в возрасте между 5 и 17 годами, в том числе 15 человек не вполне хорошо говорят по-английски.

## Внутренняя классификация
Известно 7 помоанских языков. Они делятся на 4 ветви, из которых 3 включают по одному языку.
- Западная ветвь
  - северная группа: северный помо (†) (с 1994 года)
  - южная группа: центральный помо (хабенапо), кашая (юго-западный помо, кашайа, кашиа), южный помо (гальиномеро)
- северо-восточный помо (†)
- восточный помо
- юго-восточный помо

Помоанские языки.

Сходство названий наводит на мысль, что это лишь диалекты одного языка, однако это совсем не так.
Два помоанских языка уже исчезли, на остальных говорят небольшие общины пожилых носителей. Большинство носителей у языка кашая.

## Внешние связи
Обычно помоанские языки включают в предполагаемую хоканскую макросемью наряду с многими другими языками юго-запада Северной Америки.